# Takao Saitō
Takao Saitō (斎藤 隆夫?, Saitō Takao; Wakayama, 3 novembre 1936 – 24 settembre 2021) è stato un fumettista giapponese.
È conosciuto prevalentemente per Golgo 13, opera serializzata sulla rivista Big Comic dal 1968 e attualmente il manga più longevo in corso.

## Biografia
Dopo essersi diplomato alla Junior High School di Osaka, Saitō decise di intraprendere la carriera di mangaka, influenzato da film come King Kong e La guerra dei mondi. Debuttò con la sua prima opera, Kūki danshaku, nel 1956. Nel 1958 si trasferì a Tokyo dove avviò un sodalizio artistico con altri sette autori: Yoshihiro Tatsumi, Shōichi Sakurai, Fumiyasu Ishikawa, Masahiko Matsumoto, Kei Motomitsu, Susumu Yamamori e Masaaki Satō; nell'aprile 1960 il gruppo fu ristrutturato come Saitō Production, una compagnia editoriale con 19 impiegati. Dal 1971 Saitō ha iniziato a insegnare corsi di disegno manga.
Nel 1976 Saitō vinse il 21º premio Shogakukan per i manga nella categoria generale con Golgo 13. Nel 2010 il governo giapponese gli assegnò l'Ordine del Sol Levante IV Classe.
Saitō morì il 24 settembre 2021 per un tumore al pancreas.

## Opere
- 1956: Kūki danshaku (空気男爵?)
- 1966: The Shadowman (THE シャドウマン?, The Shadouman)
- 1967: Muyōnosuke (無用之介?)
- 1968: Golgo 13 (ゴルゴ13?, Gorugo 13)
- 1969: Kage gari (影狩り?)
- 1970: Barom-1 (バロム・1?, Baromu Wan)
- 1976: Survival (サバイバル?, Sabaibaru)
- 1984: Hotel tantei doll (ホテル探偵DOLL?, Hoteru tantei doll)
- 1998: Kenyaku shōbai (剣客商売?)